# British Home Championship 1886
De British Home Championship van 1886 was de 3e editie van de British Home Championship. Het toernooi werd gehouden van 27 februari tot en met 10 april 1886. Schotland en Engeland werd beide kampioen.

## Eindstand
| Team      | Gsp | W | G | V | DV | DT | DS  | Ptn |
| --------- | --- | - | - | - | -- | -- | --- | --- |
| Schotland | 3   | 2 | 1 | 0 | 12 | 4  | +8  | 5   |
| Engeland  | 3   | 2 | 1 | 0 | 10 | 3  | +7  | 4   |
| Wales     | 3   | 1 | 0 | 2 | 7  | 7  | 0   | 2   |
| Ierland   | 3   | 0 | 0 | 3 | 3  | 18 | –15 | 0   |

## Wedstrijden
|                                                     |                                                                         |       |         |                                                                                 |
| 27 februari 1886 «onderlinge duels» 15:00 uur (UTC) | Wales                                                                   | 5 – 0 | Ierland | Racecourse Ground, Wrexham Toeschouwers: 700 Scheidsrechter: Dick Gregson (ENG) |
| 27 februari 1886 «onderlinge duels» 15:00 uur (UTC) | Bill Roberts Job Wilding Richard Hersee Thomas Bryan Herbert Sisson 90' |       |         | Racecourse Ground, Wrexham Toeschouwers: 700 Scheidsrechter: Dick Gregson (ENG) |

|                                                       |                    |       |                             |                                                                                     |
| 13 maart 1886 «onderlinge duels» 15:30 uur (UTC–0:25) | Ierland            | 1 – 6 | Engeland                    | Ballynafeigh Park, Belfast Toeschouwers: 4.500 Scheidsrechter: James McKillop (SCO) |
| 13 maart 1886 «onderlinge duels» 15:30 uur (UTC–0:25) | James Williams 15' |       | Ben Spilsbury Fred Dewhurst | Ballynafeigh Park, Belfast Toeschouwers: 4.500 Scheidsrechter: James McKillop (SCO) |

|                                                       |                                 |       |                                                                                      |                                                                                        |
| 20 maart 1886 «onderlinge duels» 15:30 uur (UTC–0:25) | Ierland                         | 2 – 7 | Schotland                                                                            | Ballynafeigh Park, Belfast Toeschouwers: 3.000 Scheidsrechter: Jack Wolstenholme (ENG) |
| 20 maart 1886 «onderlinge duels» 15:30 uur (UTC–0:25) | John Condy 19' Sam Johnston 44' |       | 15', 18', 22', 60' Charles Heggie 32' Jim Kelly 40' Michael Dunbar 75' James Gourlay | Ballynafeigh Park, Belfast Toeschouwers: 3.000 Scheidsrechter: Jack Wolstenholme (ENG) |

|                                                  |                        |       |                     |                                                                                   |
| 27 maart 1886 «onderlinge duels» 15:30 uur (UTC) | Schotland              | 1 – 1 | Engeland            | Hampden Park, Glasgow Toeschouwers: 11.000 Scheidsrechter: Alexander Hunter (WAL) |
| 27 maart 1886 «onderlinge duels» 15:30 uur (UTC) | George Sommerville 80' |       | 35' Tinsley Lindley | Hampden Park, Glasgow Toeschouwers: 11.000 Scheidsrechter: Alexander Hunter (WAL) |

|                                                  |                 |       |                                                    |                                                                                     |
| 29 maart 1886 «onderlinge duels» 15:00 uur (UTC) | Wales           | 1 – 3 | Engeland                                           | Racecourse Ground, Wrexham Toeschouwers: 5.000 Scheidsrechter: Stewart Lawrie (SCO) |
| 29 maart 1886 «onderlinge duels» 15:00 uur (UTC) | Billy Lewis 43' |       | 66' Andrew Amos 74' George Brann 74' Fred Dewhurst | Racecourse Ground, Wrexham Toeschouwers: 5.000 Scheidsrechter: Stewart Lawrie (SCO) |

|                                                  |                                                                         |       |                  |                                                                               |
| 10 april 1886 «onderlinge duels» 15:30 uur (UTC) | Schotland                                                               | 4 – 1 | Wales            | Hampden Park, Glasgow Toeschouwers: 5.500 Scheidsrechter: John Sinclair (IRL) |
| 10 april 1886 «onderlinge duels» 15:30 uur (UTC) | Bob McCormick 30' James McCall 47' David Allan 53' William Harrower 56' |       | 88' John Vaughan | Hampden Park, Glasgow Toeschouwers: 5.500 Scheidsrechter: John Sinclair (IRL) |